# Sarcophaga notabilis
Sarcophaga notabilis är en tvåvingeart som först beskrevs av Tadao Kano och Guilherme A.M.Lopes 1969.  Sarcophaga notabilis ingår i släktet Sarcophaga och familjen köttflugor. Inga underarter finns listade i Catalogue of Life.